# Kohlehalde

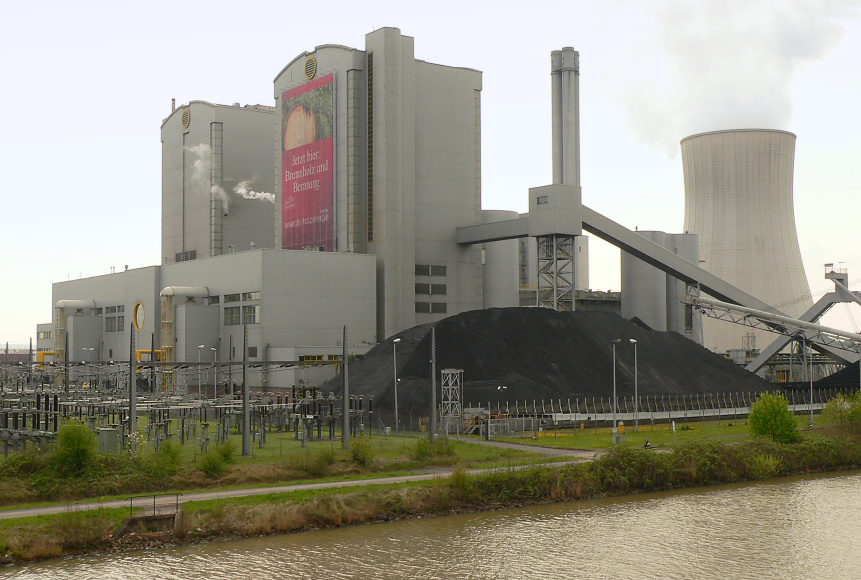
Gemeinschaftskraftwerk Hannover am Mittellandkanal

Der Begriff Kohlehalde benennt eine Halde aus Kohle. Er ist nicht zu verwechseln mit Bergehalde („taubes Gestein“).
Kohlehalden können Zwischenlager sein (zwischen Förderung und Abtransport, z. B. an einem Hafen, oder zwischen Anlieferung und Verbrennung, z. B. nahe einem Kohlekraftwerk).
Jahrzehntelang waren Kohlehalden in Deutschland und in anderen europäischen Ländern Symbol für eine Kohlepolitik, die davor zurückscheute, die Überproduktion an die zurückgegangene Nachfrage anzupassen (z. B. mit mehr Feierschichten oder mit mehr Zechenstilllegungen).
Die zurückgehende Nachfrage nannte und nennt man Kohlekrise oder Zechensterben.
Anfang 1959 meldete Der Spiegel, dass Belgien fast sieben Millionen Tonnen Kohle (ein Viertel der belgischen Jahresproduktion) auf Halde hatte;  Frankreich hatte ein Achtel der Jahresproduktion und Deutschland ein Zehntel auf Kohlehalden.

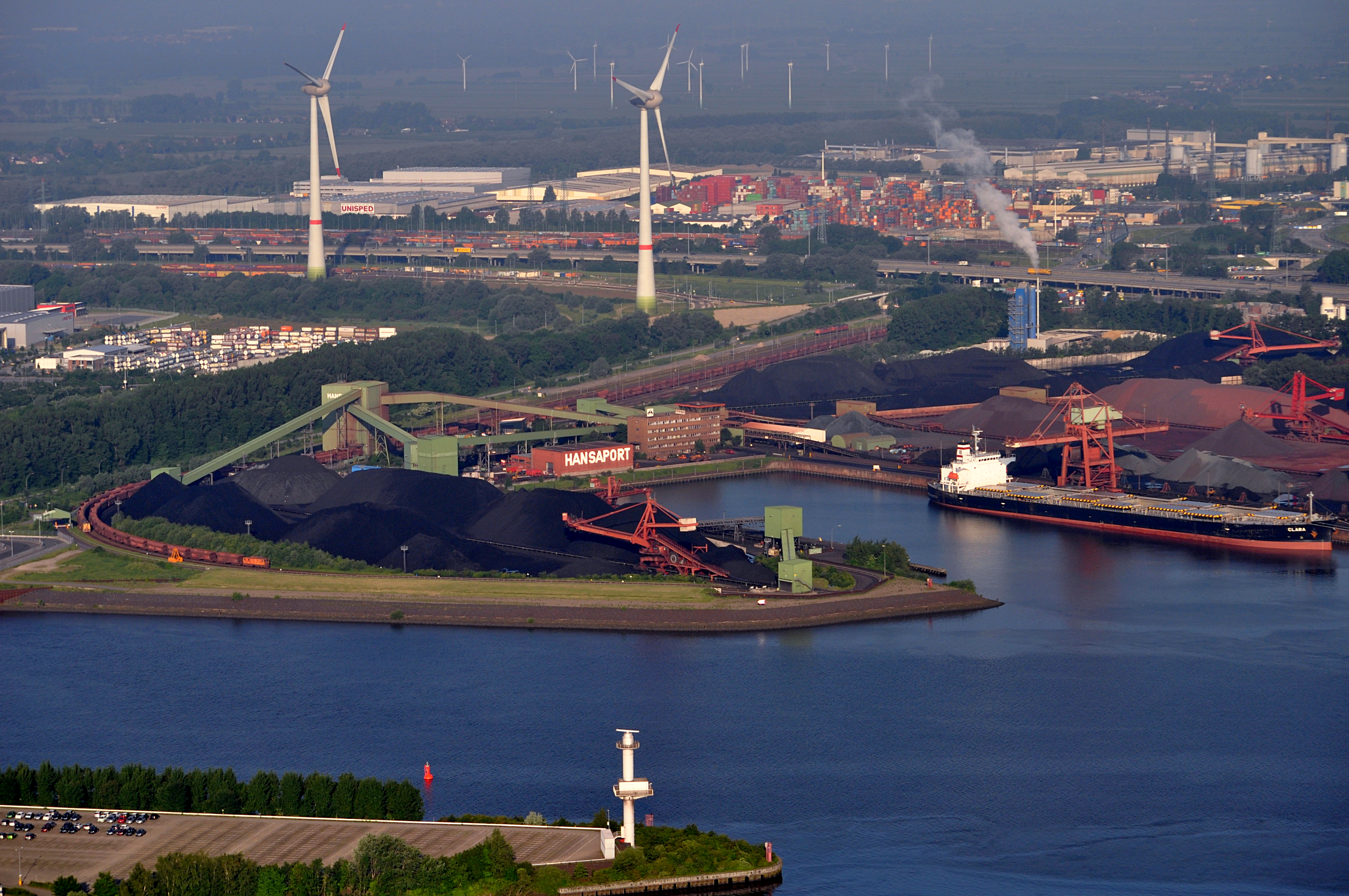
Hansaport (2013)

In Deutschland sind der Duisburger Hafen (größter Binnenhafen Europas) und der Hamburger Hafen (genauer: der Hafenteil Hansaport) große Umschlagorte für Importkohle. Die Kohle kommt in Massengutschiffen dort an.

## Sonstiges
Kohlehalden können sich selbst entzünden. Siehe Kohlebrand und  Brennende Halde
Sie haben eine diffuse Kohlestaubemissionen (durch Wind und Einfluss der Witterung). Um dies und Brand zu vermeiden werden sie teils mit Wasser berieselt.

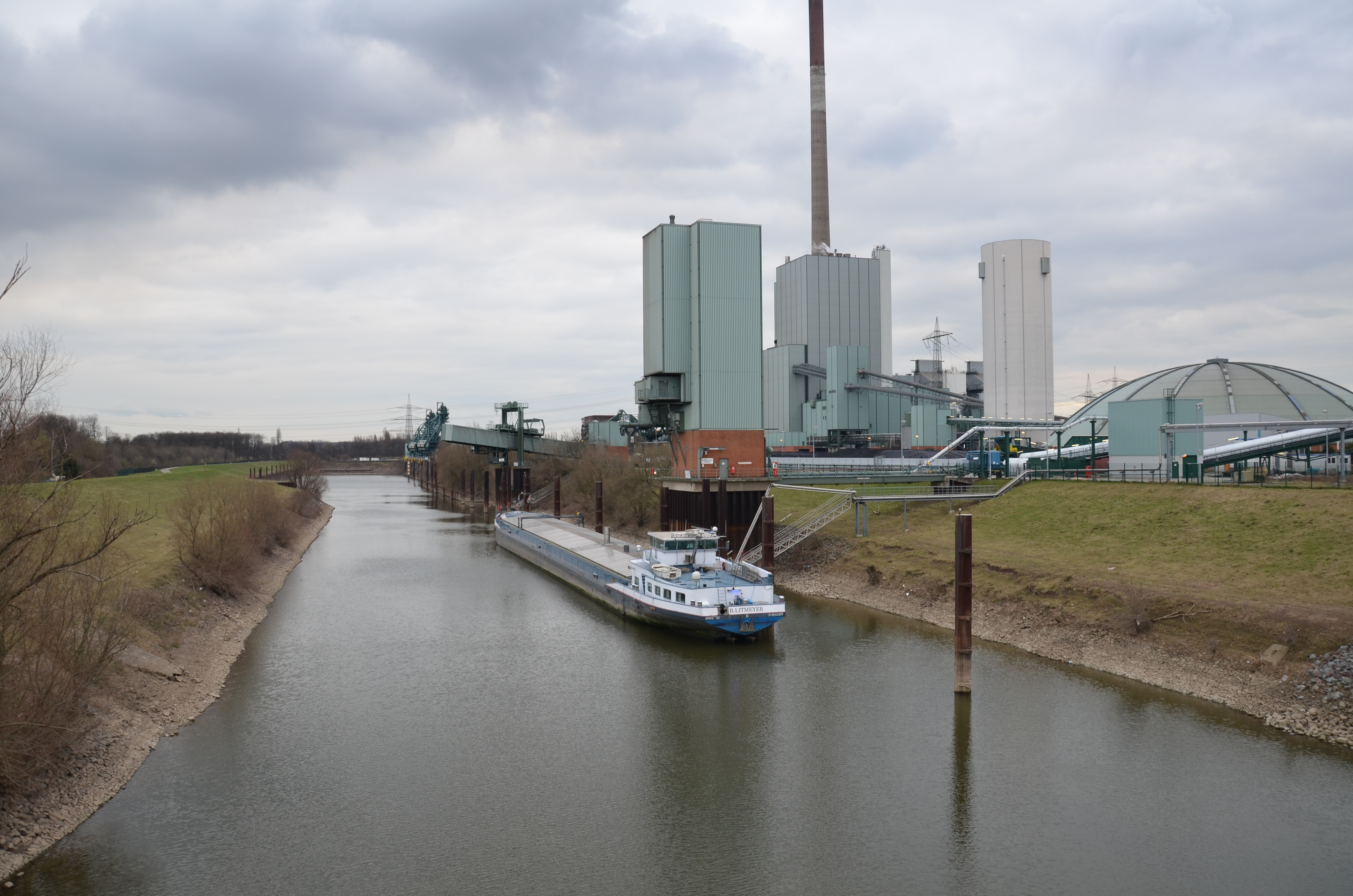
Nordhafen Walsum, Kraftwerk Duisburg-Walsum, Kohlelager

Überdachte bzw. geschlossene Lagerräume zur Zwischenlagerung von Kohle nennt man Kohlebunker oder Kohlesilo.
Begriffe wie Kohlehalde, Butterberg, Milchsee und Weinsee benannten Folgen von politischem Tun und Lassen der EG (der Vorgängerin der EU), speziell in einer Krisenphase ("Eurosklerose") von 1973 bis 1984.

## Statistik (Deutschland)
Lagerbestände bei den Bergwerken, Zechenkokereien und Brikettfabriken (ohne Betriebsbestände)
1 = 1000 Tonnen (1.000 = 1 Million Tonnen)

### Steinkohlen
(Lagerbestände jeweils zum Jahresende)
```
         Ruhr    Saar Aachen  Ibben-  Bundes-
	     	  	       büren   republik
```

```
 1957	   265	     7	    1	   18	   291
 1961	 4.836	 1.180	  391	  546	 6.953
 1962	 3.148	   752	  220	  657	 4.777
 1963	 1.220	   444	   68	  649	 2.381
 1964	 5.572	   303	  177	  788	 6.840
 1965   10.308	 1.040	  549	  916	12.813
 1966   11.292	 2.227	  714	  966	15.199
 1967	 9.379	 3.395	  442	  881	14.097
 1968	 4.574	 3.036	  293	  525	 8.428
 1969	   937	 1.299	   92	  229	 2.557
 1970	   374	   231	  218	  119	   942
 1971	 3.299	     6	  839	  152	 4.296
 1972	 6.224	    27	1.263	  150	 7.664
 1973	 6.529	     3	1.120	   31	 7.683
 1974	 1.184	     1	  268	   14	 1.467
 1975	 4.571	   991	  689	  137	 6.388
 1976	 3.355	 1.041	  216	  118	 4.730
 1977	 4.073	 1.764	  711	  272	 6.820
 1978	 2.843	   906	  393	  343	 4.485
 1979	 2.021	   640	  334	  347	 3.342
 1980	 2.405	   653	  382	  682	 4.122
 1981	 3.675	 1.065	  558	1.154	 6.452
 1982	 7.065	 2.037	  889	1.629	11.620
 1983    5.546	 1.705	1.231	1.680	10.162
 1984    3.461	 1.338	1.336	1.852	 7.987
 1985    4.668	   880	1.145	2.067	 8.760
 1986    4.962	 1.127	1.105	1.875	 9.069
 1987    4.606	 1.578	1.126	1.677	 8.987
 1988    5.372	 1.270	1.349	1.916	 9.907
 1989	 5.279	   953	1.399	1.789	 9.420
 1990	 6.887	 1.031	1.328	1.641	10.887
 1991	 7.230	   868	1.157	1.364	10.619
 1992	11.612	 1.169	1.292	1.349	15.422
 1993	12.920	 1.300	1.021	1.381	16.622
 1994	 8.460	   644	  702	1.414	11.220
 1995	 6.422	   804	  809	1.324	 9.359
 1996	 6.738	 1.055	  381	1.054	 9.228
 1997	 6.351	 1.074	   69	  738	 8.232
 1998	 4.487	 1.379	   63	  793	 6.722
 1999	 5.397	 1.149	   34	  516	 7.096
 2000	 4.241	   771	   53	  187	 5.252
 2001	 2.649	 1.005	   62	  177	 3.893
 2002	 2.678	 1.336	   94	  176	 4.284
 2003	 1.932	 1.670	   82	  258	 3.942
 2004	 1.902	 1.554	  108	  311	 3.875
 2005	 2.449	   933	  116	  345	 3.843
 2006	 2.446	 1.160	   65	  433	 4.104
 2007	 2.890	   980	   20	  362	 4.252
 2008	 3.089	   217	    -	  282	 3.588
 2009	 3.077	   176	    -	  143	 3.396
 2010	 2.861	   364	    -	  152	 3.377
 2011	 2.690	   274	    -	  173	 3.137
 2012	 2.613	    23	    -	  182	 2.818
 2013	 2.528	     5	    -	  205	 2.738
```

Quelle: Statistik der Kohlenwirtschaft e.V.
Die Statistik zeigt, dass es 1965 bis 1968 eine erste Kohlehalden-Hochperiode gab. Sowohl im Ruhrbergbau als auch in den Saarbergwerken wurde ungewöhnlich viel gefördert. 1966 endete der Nachkriegsaufschwung; erstmals seit 1949 sank das Bruttoinlandsprodukt. Im Laufe des Jahres 1966 stiegen die Bestände von 6.840.000 Tonnen auf 12.813.000 Tonnen – ein Anstieg um fast 6 Millionen Tonnen bzw. 87,3 Prozent.
1974 prägte die erste Ölkrise die Situation: die Nachfrage überstieg die Förderung; die Kohlehalden wurden kleiner (von 7.683.000 Tonnen Anfang 1974 auf 1.467.000 Tonnen – ein Rückgang um 6.216.000 Tonnen).
Während der zweiten Ölkrise 1979 sanken die Bestände viel weniger (siehe Tabelle).
In den 1980er Jahren gingen neun kommerzielle Kernkraftwerke ans westdeutsche Stromnetz; dadurch sank der Kohlebedarf. Diese neun hatten zusammen 11.474 MW netto elektrische Leistung.
1992 stiegen die Bestände um 4,8 Millionen Tonnen; ein Anstieg um 45,2 Prozent. In diesem Jahr endete ein Boom, der 1990 (Deutsche Wiedervereinigung) eingesetzt hatte. Siehe Wirtschaft Deutschlands#Wiedervereinigung.

### Steinkohlenkoks
(Lagerbestände jeweils zum Jahresende)
```
       Ruhr    Saar    Aachen   Bundes-
	        		republik
```

```
1957    464      41      3        510 #
1961  4.648	 75	 16	 4.740 #
1962  4.693	 99	  5	 4.797 #
1963  1.371	  4	 29	 1.403 #
1964    907	 17	  3	   927 #
1965  2.478	 44	 18	 2.539 #
1966  5.104	 53	 46	 5.203 #
1967  3.620	 93	 18	 3.732 #
1968  1.043	 21	 13	 1.077 #
1969     17	  9	  9	    35
1970    239	 28	 22	   289
1971  5.128 	 34	 69	 5.231
1972  8.353	 60	 91	 8.504
1973  7.110	  7      35	 7.152
1974  1.482	  -	  -	 1.482
1975  7.414	 32     438	 7.884
1976  8.698	 31     725	 9.454
1977 10.937	115   1.191	12.243
1978  9.782 	 52	663	10.497
1979  3.294 	 20	327	 3.641
1980  3.176	 49	 95	 3.320
1981  3.726	 38	195	 3.959
1982  7.476 	132	462	 8.070
1983  8.539 	 64	758	 9.361
1984  4.026 	 13	533	 4.572
1985  1.552 	 83	149	 1.784
1986  3.861 	 90	237	 4.188
1987  5.117	 96	429	 5.642
1988  4.131	 29	503	 4.663
1989  3.262	 33	258	 3.553
1990  3.791	135	170	 4.096
1991  3.580	211	 94	 3.865
1992  4.576	224	  -	 4.800
1993  4.673	225	  -	 4.898
1994  2.930	 56	  -	 2.986
1995  1.634	 65	  -	 1.699
1996  1.270	194	  -	 1.464
1997    947	179	  -	 1.126
1998  1.325	169	  -	 1.494
1999  1.375	186	  -	 1.561
2000  1.456	 89	  -	 1.545
2001    905	 24	  -	   929
2002    491	  1	  -	   492
2003    356	  1	  -	   357
2004    157	  1	  -	   158
2005     64	  1	  -	    65
2006    156	  1	  -	   157
2007     89	  1	  -	    90
2008    151	  1	  -	   152
2009     88	  1	  -	    89
2010     69	  1	  -	    70
2011      0* 	  -	  -	     0
2012      -	  -	  -	     -
2013      -	  -	  -	     -
```

```
* = 5 Restbestände nach Kokereiverkauf
# = einschließlich Ibbenbüren
```

### Kohle und Koks zusammen
(Lagerbestände jeweils zum Jahresende)
(Koks dabei in Kohle umgerechnet)
```
1957    955
1961 13.115
1962 11.013
1963  4.205
1964  8.062
1965 16.128
1966 21.966
1967 18.951
1968  9.839
1969  2.608
1970  1.325
1971 11.110
1972 18.720
1973 16.981
1974  3.394
1975 16.667
1976 17.046
1977 22.742
1978 18.153
1979  8.080
1980  8.457
1981 11.623
1982 22.135
1983 22.362
1984 13.945
1985 11.079
1986 14.515
1987 16.322
1988 15.968
1989 14.039
1990 16.211
1991 15.669
1992 21.665
1993 23.009
1994 15.102
1995 11.574
1996 11.130
1997  9.702
1998  8.664
1999  9.136
2000  7.269
2001  5.107
2002  4.926
2003  4.412
2004  4.085
2005  3.932
2006  4.315
2007  4.372
2008  3.785
2009  3.512
2010  3.467
2011  3.137
2012  2.818
2013  2.738
```